# Ляхово (Пазарджикская область)
Ляхово (болг. Ляхово) — село в Болгарии. Находится в Пазарджикской области, входит в общину Пазарджик. Население составляет 479 человек.

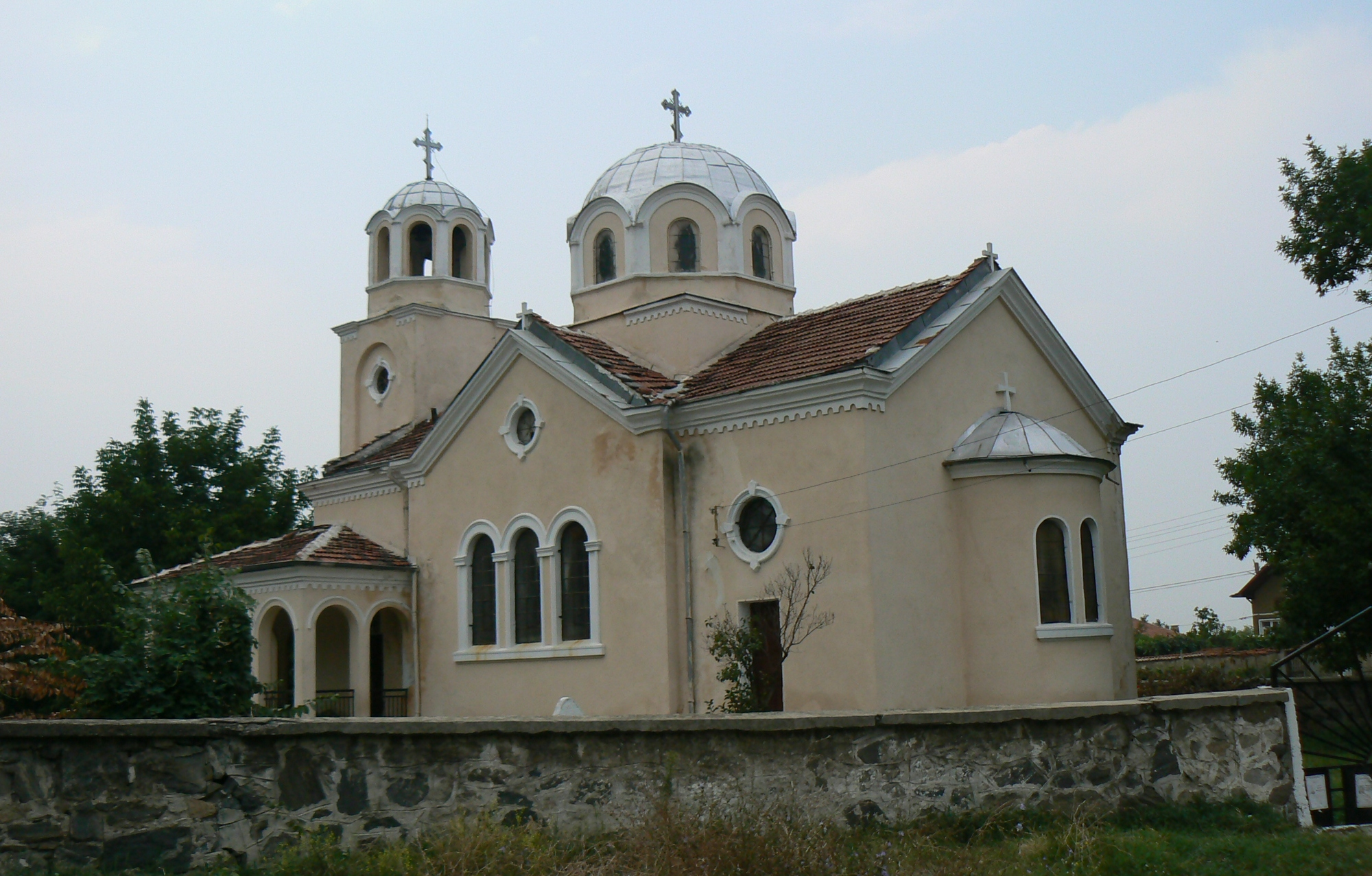
Церковь Святого Ильи.

## Политическая ситуация
В местном кметстве Ляхово, в состав которого входит Ляхово, должность кмета (старосты) исполняет Димитр Иванов Димитров (Болгарский земледельческий народный союз (БЗНС)) по результатам выборов правления кметства 2007 года.
Кмет (мэр) общины Пазарджик — Тодор Димитров Попов (независимый) по результатам выборов 2007 года в правление общины.